# انتون موسینکو
انتون موسینکو (انگلیسی: Anton Musiyenko؛ زادهٔ ۳۱ اکتبر ۱۹۹۷) بازیکن بسکتبال اهل اوکراین است.